# The Power of the Press
The Power of the Press is een Amerikaanse dramafilm uit 1928 onder regie van Frank Capra.

## Verhaal
De journalist Clem Rogers heeft kennis aan Jane Atwill, de dochter van een politicus. Wanneer zij wordt beticht van moord, wil Clem haar onschuld bewijzen. Ze komen erachter dat er een verband bestaat tussen de moord op een magistraat en de ambities van een politieke tegenstander van de vader van Jane.

## Rolverdeling
| Acteur                | Personage             |
| --------------------- | --------------------- |
| Douglas Fairbanks jr. | Clem Rogers           |
| Jobyna Ralston        | Jane Atwill           |
| Mildred Harris        | Marie Weston          |
| Philo McCullough      | Robert Blake          |
| Wheeler Oakman        | Van                   |
| Robert Edeson         | Redacteur             |
| Edward Davis          | Mijnheer Atwill       |
| Dell Henderson        | Bill Johnson          |
| Charles Clary         | Officier van justitie |
| Spottiswoode Aitken   | Sportverslaggever     |
| Frank Fanning         | Detective             |